# 赫伯特·穆林
赫伯特·威廉·穆林（英語：Herbert William Mullin，1947年4月18日—2022年8月18日）是美国一名连环杀手，他在1970年代初期于加利福尼亚州杀害了13名受害者。穆林承认了这些谋杀行为并声称自己的作案原因是为了阻止地震。1973年，法庭开始审理以确定穆林是精神错乱还是有罪；穆林最后被裁定2项一级谋杀罪和9项二级谋杀罪并判处无期徒刑。在服刑期间，穆林曾8次被拒绝假释。:1
由于赫伯特·穆林与另一名连环杀手埃蒙德·肯珀同时于1972年至1973年期间犯案，这给警方的调查带来了极大的混乱。但在两人于几周内共造成21人死亡后不久便接连落网。

## 早年情况
赫伯特·威廉·穆林于1947年4月18日出生在美国加利福尼亚州的萨利纳斯市。 据报道，穆林的父亲很严厉但并不辱骂他。:2 在穆林五岁生日前不久，他们全家搬到了旧金山。
穆林在学校有很多朋友，他还在16岁时被圣洛伦索谷高中（San Lorenzo Valley High School）的同学评选为“最有可能成功的人”；但他此时也经历了困难，主要是由于他此时可能已经罹患精神疾病。 1964年，在穆林于圣洛伦索谷高中毕业后不久，他的朋友迪恩·理查森（Dean Richardson）在一场车祸中丧生。这让穆林的心情十分悲痛，他在自己的房间里为理查森建造了“神龛”并开始沉迷于转世的想法。:2
1969年，穆林住进门多西诺州立医院。 在接下来的几年里，他住进多家精神病院接受治疗，但都在一段时间后因对自己或他人没有伤害而出院。 他总共被送进了五家精神病院。:12 当他二十多岁的时候，他被诊断出患有妄想型精神分裂症，并且由于使用LSD和大麻而加速了病情。

## 受害名单
|    | 受害者姓名               | 性别 | 年龄 | 被害日期       | 死亡原因                       |
| -- | ------------------------ | ---- | ---- | -------------- | ------------------------------ |
| 1  | 劳伦斯·怀特              | 男   | 55岁 | 1972年10月13日 | 钝器击打头部                   |
| 2  | 玛丽·玛格丽特·吉尔福伊尔 | 女   | 24岁 | 1972年10月24日 | 被刺伤后肢解                   |
| 3  | 东名亨利                 | 男   | 64岁 | 1972年11月2日  | 锐器刺穿心脏                   |
| 4  | 吉姆·拉尔夫·贾内拉       | 男   | 25岁 | 1973年1月25日  | 被击中三枪并击穿肺部           |
| 5  | 琼·贾内拉                | 女   | 21岁 | 1973年1月25日  | 颈部及左眼上部中枪后被连刺三刀 |
| 6  | 凯西·弗朗西斯            | 女   | 29岁 | 1973年1月25日  | 中枪死亡后被刺                 |
| 7  | 戴蒙·弗朗西斯            | 男   | 4岁  | 1973年1月25日  | 头部中弹死亡后被刺             |
| 8  | 大卫·休斯                | 女   | 9岁  | 1973年1月25日  | 头部中弹死亡后被刺             |
| 9  | 大卫·奥利克              | 男   | 18岁 | 1973年2月10日  | 头部中弹                       |
| 10 | 罗伯特·斯佩克特          | 男   | 18岁 | 1973年2月10日  | 头部中弹                       |
| 11 | 布莱恩·斯科特·卡德       | 男   | 19岁 | 1973年2月10日  | 头部中弹                       |
| 12 | 马克·德雷贝尔比斯        | 男   | 15岁 | 1973年2月10日  | 头部中弹                       |
| 13 | 弗雷德·艾比·佩雷斯       | 男   | 72岁 | 1973年2月10日  | 头部中弹                       |

### 出典
1. ↑  . California Birth Records.   [2023-12-30]. （原始内容存档于2023-12-24）.
2. ↑  . California Department of Corrections & Rehabilitation. 2022-08-19  [2023-12-30]. （原始内容存档于2022-08-19）.
3. 1 2 3 4  Shirley Lynn Scott. . TruTV.   [2023-12-30]. （原始内容存档于2012-12-10）.
4. ↑  Ressler & Shachtman 1992，第129頁.
5. ↑  Lunde 1979，第64頁.
6. ↑  Lunde 1979，第138頁.
7. 1 2 3  Ressler & Shachtman 1992，第127頁.
8. ↑  Lunde 1979，第70頁.

### 文献
- Lunde, Donald T.  2nd Edition. New York City: Norton. 1979. ISBN 9780393009545. OCLC 258574271 （英语）.

- Lunde, Donald T.; Morgan, Jefferson.  1st Edition. New York City: Norton. 1980. ISBN 9780393013153. OCLC 1033636320 （英语）.

- Ressler, Robert K.; Shachtman, Tom. . New York City: St. Martin's Press. 1992. ISBN 9780312078836. OCLC 25245627 （英语）.

- Torrey, Edwin Fuller. . New York City: W.W. Norton. 2008. ISBN 9780393066586. OCLC 1335103780 （英语）.

- Schechter, Harold. . New York City: Ballantine（英语：Ballantine Books）. 2004. ISBN 9780345465665. OCLC 1151274027 （英语）.